# اندیس آهک شاه نجف
آهک شاه نجف یک اندیس مصالح ساختمانی است که در حوالی شهر کوه دنا استان چهارمحال و بختیاری قرار دارد و مادهٔ معدنی موجود در آن، سنگ آهک است.سنگ میزبان این اندیس آهک آسماری است و دیرینگی آن به دوران الیگومیوسن می‌رسد. 